# 춤추는 가얏고
《춤추는 가얏고》는 1990년 8월 27일 ~ 1990년 10월 16일까지 방영된 MBC 월화드라마이다. 평생을 가야금과 함께 살아온 죽사 이금화의 예술세계를 중심으로 소외당하고 있는 국악의 열악한 현실 속에서도 한국인의 예술혼을 재발견하고자 마련된 드라마이다.

## 원작
원작은 박재희의 장편소설 '춤추는 가얏고'이다. 작가 박재희가 자신의 가야금 스승이었던 인간문화재 함동정월의 실화를 바탕으로 쓴 소설이다. 1989년 여성동아 장편소설 공모에서 당선되었다.

## 줄거리
당대 최고의 장인이지만 연주보다는 이론가들이 판치는 기성 국악계에서 소외된 죽사 이금화의 딸 무희는 어머니의 재능을 이어받아 가야금 연주 실력은 뛰어나지만 어머니의 삶속에서 벗어나 가야금을 그만두고 미국 유학을 가고 싶어 한다.

## 출연진
- 고두심 : 죽사 이금화 역
- 김무생 : 유당 역
- 오연수 : 무희 역. 금화의 딸
- 김자옥 : 한설빈 역
- 유인촌 : 손윤오 역
- 강인덕 : 무영 역. 금화의 아들
- 김해숙 : 은수 역. 금화의 며느리
- 안정훈 : 찬우 역
- 김인태
- 박순애
- 권성덕
- 유승봉
- 김대환
- 문회원
- 박형준
- 김찬우
- 신은경
- 이정훈

## 이모저모
- 이 드라마가 방영되면서 서울대 국악과를 중심으로 한 대학가에서는 “국악도의 명예를 실추시키고 있다”는 이유로 MBC에 항의성명을 보내며 파문이 일기도 했다.[1] 이에 텔레비전 프로그램 연구토론회를 열어 설전을 벌였다.[2]
- 극중 무희 역으로 나온 오연수는 작가 정하연이 쓴 드라마 중의 하나인 KBS 2TV 월화사극 장녹수의 장녹수 역 물망[3]에 올랐으나 개인사정으로 고사하여 재회는 무산되었다.
- 우여곡절 끝에 오연수는 96년 방영된 SBS 만강으로 첫 사극 출연을 했는데[4] 이 작품과 경쟁한 드라마 중의 하나인 KBS 2TV 조광조의 집필자는 <춤추는 가얏고>의 작가 정하연씨[5], 대비 윤씨 역으로 나온 배우는 한설빈 역의 김자옥[6]이었다.
- 결국 오연수와 작가 정하연씨는 2008년 MBC 드라마 달콤한 인생에서 연기자(오연수)-집필자(정하연)[7]로 재회할 수 있었다.